# Diócesis de Hsinchu
La diócesis de Hsinchu (en latín: Dioecesis Hsinchuen(sis) y en chino: 天主教新竹教區) es una circunscripción eclesiástica latina de la Iglesia católica en Taiwán, sufragánea de la arquidiócesis de Taipéi. La diócesis tiene al obispo John Baptist Lee Keh-mien como su ordinario desde el 6 de abril de 2006.

## Territorio y organización
La diócesis tiene 4750 km² y extiende su jurisdicción sobre los fieles católicos de rito latino residentes en el municipio especial de Taoyuan y los condados de Hsinchu y de Miaoli.
La sede de la diócesis se encuentra en la ciudad de Hsinchu, en donde se halla la Catedral del Inmaculado Corazón de María.
En 2019 en la diócesis existían 74 parroquias agrupadas en 4 decanatos.

## Historia
La diócesis fue erigida el 21 de marzo de 1961 con la bula In Taipehensi del papa Juan XXIII, obteniendo el territorio de la arquidiócesis de Taipéi.

## Estadísticas
De acuerdo al Anuario Pontificio 2020 la diócesis tenía a fines de 2019 un total de 40 708 fieles bautizados.
| Año                                                                             | Población            | Población | Población      | Sacerdotes | Sacerdotes    | Sacerdotes    | Bautizados por sacerdote | Diáconos permanentes | Religiosos | Religiosos | Parroquias |
| Año                                                                             | Bautizados católicos | Total     | % de católicos | Total      | Clero secular | Clero regular | Bautizados por sacerdote | Diáconos permanentes | Varones    | Mujeres    | Parroquias |
| ------------------------------------------------------------------------------- | -------------------- | --------- | -------------- | ---------- | ------------- | ------------- | ------------------------ | -------------------- | ---------- | ---------- | ---------- |
| 1970                                                                            | 63 022               | 1 796 559 | 3.5            | 144        | 22            | 122           | 437                      |                      | 140        | 213        | 85         |
| 1980                                                                            | 52 729               | 2 193 814 | 2.4            | 115        | 22            | 93            | 458                      |                      | 110        | 182        | 83         |
| 1990                                                                            | 51 093               | 2 553 220 | 2.0            | 94         | 25            | 69            | 543                      |                      | 86         | 167        | 84         |
| 1999                                                                            | 51 805               | 2 995 011 | 1.7            | 84         | 48            | 36            | 616                      |                      | 41         | 171        | 82         |
| 2000                                                                            | 52 228               | 3 047 176 | 1.7            | 96         | 50            | 46            | 544                      |                      | 53         | 174        | 82         |
| 2001                                                                            | 52 428               | 3 107 691 | 1.7            | 84         | 44            | 40            | 624                      |                      | 43         | 165        | 82         |
| 2002                                                                            | 52 426               | 3 143 199 | 1.7            | 84         | 43            | 41            | 624                      |                      | 44         | 186        | 82         |
| 2003                                                                            | 52 923               | 3 184 845 | 1.7            | 86         | 50            | 36            | 615                      |                      | 41         | 176        | 82         |
| 2004                                                                            | 52 090               | 3 225 165 | 1.6            | 98         | 48            | 50            | 531                      |                      | 52         | 172        | 82         |
| 2006                                                                            | 52 565               | 3 308 629 | 1.6            | 97         | 41            | 56            | 541                      |                      | 61         | 161        | 82         |
| 2013                                                                            | 49 385               | 3 543 201 | 1.4            | 97         | 35            | 62            | 509                      |                      | 69         | 178        | 82         |
| 2016                                                                            | 42 920               | 3 645 798 | 1.2            | 94         | 28            | 66            | 456                      |                      | 70         | 169        | 75         |
| 2019                                                                            | 40 708               | 3 772 380 | 1.1            | 85         | 23            | 62            | 478                      |                      | 62         | 180        | 74         |
| Fuente: Catholic-Hierarchy, que a su vez toma los datos del Anuario Pontificio. |                      |           |                |            |               |               |                          |                      |            |            |            |

## Episcopologio
- Petrus Pao-Zin Tou † (21 de marzo de 1961-29 de junio de 1983 renunció)
- Lucas Liu Hsien-tang (29 de junio de 1983 por sucesión-4 de diciembre de 2004 retirado)
- James Liu Tan-kuei (4 de diciembre de 2004-30 de mayo de 2005 renunció)
- John Baptist Lee Keh-mien, desde el 6 de abril de 2006